# Noah Kasule
Noah Babadi Kasule (19 maggio 1985) è un calciatore ugandese, centrocampista del Saints Mukono.

## Palmarès

### Club

#### Competizioni nazionali
- Coppa d'Uganda: 1

Kampala City: 2004
- Coppa d'Armenia: 1

Banants: 2007